# Guettarda aromatica
Guettarda aromatica (лат.) — кустарник, вид рода Геттарда (Guettarda) семейства Мареновые (Rubiaceae), встречается на западе Южной Америки.

## Ботаническое описание
Guettarda aromatica — тонкий кустарник 2—4 м в высоту. Черешки листьев короткие или удлинённые; листовые пластинки от продолговатых до продолговато-эллиптических или даже более широких, большей частью 10—18 см длиной, от тупых до коротко заострённых, довольно тонкие, сверху голые, снизу тонко-шелковистые. Цветоносы равны по длине или короче листьев. Цветки расположены в плотных кистях. Венчик цветка белый, сильно опушённый.

## Распространение
Встречается на западе Южной Америки в Перу, Колумбии, Эквадоре, Боливии, на западе Бразилии и в Гайане.